# Слоан, Сэм
Сэмюэл Говард Слоан (англ. Samuel Howard Sloan, также известный как Мухаммад Исмаил Слоан англ. Mohammad Ismail Sloan; род. 7 сентября 1944, Линчберг, Виргиния) — американский вечный кандидат и бывший брокер-дилер. В 1978 году он выиграл дело «Pro se» в Верховном суде США, став последним неюристом, который выступал в суде до того, как эта практика была запрещена в 2013 году. Он безуспешно баллотировался или пытался баллотироваться на несколько политических должностей, включая пост президента США.

## Ранняя жизнь и образование
Слоан родился в 1944 году Ричмонде, штат Вирджиния, и окончил среднюю школу в 1962 году. Он учился в Калифорнийском университете в Беркли, где стал президентом отделения Лиги сексуальной свободы, прежде чем бросить учебу.
В возрасте 7 лет Слоан начал заниматься шахматами. В 1959 году он был самым молодым участником Национального турнира по шахматам Capital Open в Вашингтоне, округ Колумбия. База данных Федерации шахмат США сообщает, что он принял участие в 152 шахматных турнирах с 1991 года, а его наивысший рейтинг USCF был 2107 в 1997 году.

## Карьера
Начиная с 1968 года, Слоан работал в течение двух лет в отделе внебиржевой торговли в инвестиционно-банковской фирме на Уолл-стрит «Hayden, Stone & Co». В 1970 году он основал Samuel H. Sloan & Company, зарегистрированную брокерскую-дилерскую компанию, в основном торгующую внебиржевыми акциями и облигациями. Комиссия по ценным бумагам и биржам (SEC) возбудила гражданские иски против Sloan & Co., начиная с 1971 года, утверждая, что он не вёл надлежащие книги и записи, и отозвала его регистрацию брокера-дилера в 1975 году. После многих лет судебных разбирательств он выиграл дело против SEC в Верховном суде США в 1978 году, отстаивая свою позицию «Pro se». Он представил 175-страничную записку, которую «The New Republic» назвала «исключительно абсурдным и сложным документом» со «слишком большим количеством путаницы и юридических махинаций». Верховный суд единогласно постановил, что «прикрепление» 10-дневных приказов о приостановке производства по делу на неопределенный срок является злоупотреблением полномочиями SEC и лишением надлежащей правовой процедуры. Слоан — последний неюрист, выступающий перед судом, который запретил такую практику в 2013 году.
В 1980-х годах Слоун взял под свой контроль «Ishi Press», цифровую издательскую компанию, занимающуюся печатью по запросу.
Слоан провёл четыре года в Объединенных Арабских Эмиратах, где писал шахматную колонку и управлял компьютерным магазином. В июле 2006 года он был избран на один год в исполнительный совет Федерации шахмат США (USCF), заняв второе место (занявший первое место получал трехлетний срок). В 2007 году он баллотировался на переизбрание в совет, но безуспешно, заняв девятое место из 10 кандидатов. Впоследствии он подал в суд на двух должностных лиц совета.

## Политические кампании
В 2010 году Слоан баллотировался от Либертарианской партии на пост губернатора Нью-Йорка против адвоката Уоррена Редлиха и бывшей госпожи Кристин М. Дэвис. По его собственному признанию, он не пользовался популярностью в партии и не ожидал победы. Он проиграл номинацию Редлиху в двухсторонней битве, 27 голосов против 17, после того как Дэвис отказался явиться на съезд.
В январе 2012 года Слоун объявил о выдвижении своей кандидатуры на пост президента от Либертарианской партии на 2012 год. Победителем стал Гэри Джонсон.
В ноябре 2013 года Слоан баллотировался на пост мэра Нью-Йорка как независимый кандидат от партии ветеранов войны; он получил 166 голосов (0,02%).
В июне 2014 года Слоан баллотировался на пост номинанта от Демократической партии в 15-м избирательном округе Нью-Йорка против действующего Хосе Э. Серрано. Серрано победил, 91% против 9%. Позже тем летом он попытался подать петиции на губернаторские выборы 2014 года, одну на праймериз Демократической партии (с Ненадом Бахом в качестве его напарника), а другую — «засаду» на линию Либертарианской партии, похожую на ту, которую он пытался подать в 2010 году (с Томом Стивенсом в качестве напарника). Обе петиции были признаны недействительными.
В 2016 году Слоан заплатил 1000 долларов за участие в предварительных выборах президента Демократической партии в Нью-Гемпшире, но не был номинирован. Он также был кандидатом на предварительных выборах Демократической партии в Конгресс 2016 года в 13-м избирательном округе Нью-Йорка. Он получил 197 голосов (0,46%), заняв восьмое место из девяти кандидатов. Победителем стал Адриано Эспайят.
Слоан безуспешно баллотировался на пост президента в 2020 году как демократ. Позже он баллотировался на праймериз Демократической партии в 14-м избирательном округе США в Нью-Йорке, став одним из нескольких соперников действующего представителя первого срока Александрии Окасио-Кортес, но проиграл, набрав 2,2% голосов.
Слоан появился в предварительном голосовании в Нью-Гэмпшире за выдвижение своей кандидатуры от Республиканской партии на пост президента США в 2024 году, получив всего 7 индивидуальных голосов.

## Личная жизнь
Слоан был женат на пяти женщинах. В 1976 году он принял ислам и сменил имя на Мохаммад Исмаил Слоан, хотя он также продолжал использовать имя Сэм Слоан. В 1986 году его обвинили в похищении дочери парой, которая её удочерила. В 1992 году он был осуждён за попытку похищения и отсидел 18 месяцев в тюрьме Вирджинии.